# Hadza (peuple)
Pour les articles homonymes, voir Hadza.
 (septembre 2019).
Si vous disposez d'ouvrages ou d'articles de référence ou si vous connaissez des sites web de qualité traitant du thème abordé ici, merci de compléter l'article en donnant les références utiles à sa vérifiabilité et en les liant à la section « Notes et références ».
 (septembre 2019).
Les Hadza sont une population de chasseurs-cueilleurs d'Afrique de l'Est vivant en Tanzanie centrale, autour du lac Eyasi, dans la Rift Valley, près du plateau du Serengeti.

## Ethnonymie
Selon les sources et le contexte, on observe de multiples formes : Hadsa, Hadzabe, Hadzabi, Hadzapi, Hadzapis, Hadzas, Hatsa, Kangeji,  
Kangeju, Kindiga, Ndiga, Tindega, Tindiga, Tindigo, Wakindiga, Watindega. 

## Histoire et culture
Les communautés Hadzas situés dans la Vallée du Rift sont l'objet de plusieurs recherches en rapport avec la vie des chasseurs-cueilleurs de la période préhistorique. Ils sont considérés comme les derniers pratiquants de techniques de chasses préhistoriques. Ils sont un millier d'individus vivant en petits groupes autonomes, refusant les abris proposés par le gouvernement tanzanien et préférant leur mode de vie traditionnel. 
Leur vie en communauté est profondément ancrée. Par exemple, ils dorment ensemble la nuit et les enfants sont élevés par toutes les femmes (alloparentage (en)). Cette pratique parentale consiste en un système prédominant chez les premiers humains selon les paléoanthropologues. Le concept de famille nucléaire est une structure sociale récente. Il s'agit d'une société égalitarienne où tout est partagé et aucun stockage de denrée de longue durée n'est prévu. L'apprentissage de la chasse s'effectue dès le plus jeune âge et enduisent leur flèche de poisons. Les hommes se concentrent sur la chasse et les femmes sur la cueillette. 
Les Hadzas ont pour croyance religieuse une cosmologie solaire, stellaire et lunaire. Cependant ils ne possèdent pas de hiérarchie religieuse, ni ne pratiquent de quelconques rituels ou de funérailles. 
Si certains Hadzas ont réussi à conserver leur mode de vie pendant si longtemps, c'est surtout parce que les peuples voisins n'ont jamais convoité leur territoire, cependant comme les fermes ne cessent de progresser, les Hadzas n'occupent plus qu'un quart de leur territoire : plus de 10 000 km² au sein de la vallée du Grand Rift. L'étau s'est resserré autour des Hadzas. À l'est du lac Eyasi, l'expansion de grandes exploitations de blé a obligé les Irawq, agriculteurs venus d'Éthiopie il y a trois mille ans, à descendre des hauts plateaux. Ce peuple de 250 000 personnes environ défriche à présent la savane des Hadzas pour planter du maïs. Même pression au sud : les Izanzu, Bantous établis dans la région depuis cinq cents ans, sont poussés vers les rives du lac par le manque de terres. L'étau se resserre également au nord, où les fermes à oignons se développent, attirant une foule de travailleurs venus des quatre coins de la Tanzanie. Mais c'est surtout l'avancée des pasteurs Datoga, originaires d'Égypte et du Soudan, qui menace l'environnement des Hadzas. À la recherche de nouveaux pâturages, les Datoga mènent leurs troupeaux sur les collines reculées où vivent les chasseurs-cueilleurs. Les Hadzas ont, au cours des cinquante dernières années, perdu 75 % de leur territoire. Et la population dans le bassin du lac Eyasi aurait, elle, augmenté de 300 % au cours des deux dernières décennies. 
Pour certains Tanzaniens, les Hadzas n'ont plus de place dans un pays qui se modernise. Un ministre tanzanien a déclaré que les Hadzas étaient « arriérés ». Les autorités veulent les scolariser, qu'ils habitent des maisons et occupent des emplois "dignes de ce nom". Mais pour l'heure, c'est dans la douleur que les Hadzas se familiarisent avec le monde d'aujourd'hui. Beaucoup, parmi ceux qui se font embaucher comme ouvriers agricoles, développent une addiction à l'alcool. Ce fléau frappe également les groupes qui gravitent autour des villages, pour se montrer aux touristes. En échange de quelques shillings, les Hadzas acceptent de « théâtraliser » leur vie de chasseurs-cueilleurs.

## Alimentation traditionnelle
En saison humide, les baies et le miel dominent, alors qu'en saison sèche, la viande domine les menus (phacochère, antilope et girafe notamment), mais certains tubercules ou fruits (celui du baobab par exemple) sont consommés toute l'année. La viande représente probablement 30 à 35 % de l'alimentation des Hadza.

## Recherches
Une étude récente (publication 2017) a pu profiter du mode de vie traditionnel des Hadza pour montrer que -  au moins dans les environnements aux saisons marquées -  le microbiote du tube digestif (et peut être de la peau) devait chez nos ancêtres chasseurs-cueilleurs évoluer saisonnièrement, avec des profils bactériens s'adaptant aux saisons sèches et humides, avant que l'expansion de l'agriculture ne le stabilise. 
188 Hadzas (parmi le millier environ vivant encore traditionnellement près du lac Eyasi) ont en 2014 fournis aux anthropologues des échantillons de selles qui ont montré qu'ils abritaient une population bactérienne intestinale bien plus variée que celle des occidentaux modernes (et l'étude a montré au passage que les Hadza ne souffrent ni de cancer du côlon, de colite ni de la maladie de Crohn). Leurs bactéries intestinales semblent plus spécialisées dans la réduction de leur alimentation riche en fibres bien que cette alimentation varie fortement selon les saisons. Les analyses ARN de ce microbiote ont montré une diversité plus élevée qu'en Occident et qui augmente beaucoup en saison sèche (par rapport à celle de la saison des pluies) ; les bactéries du genre Bacteroides y sont alors particulièrement abondantes. 
Les enzymes biosynthétisés par ces bactéries (qui rendent digestibles les glucides végétaux) étaient plus abondants en saison sèche, ce qui semble contre-intuitif car les Hadza mangent alors plus de viande et moins de plantes. C'est la première étude qui prouve un cycle saisonnier dans le microbiome humain. Les Hadza ne présentent pas un « microbiome ancestral » spécifique, c'est la diversité des bactéries qu'ils abritent qui est simplement plus grande et variant selon les saisons. 
Les auteurs notent en 2017 qu'il est de plus en plus difficile de faire ce type d'étude car chaque année les chasseurs-cueilleurs (Hadza y compris) sont moins nombreux, quittant leur mode de vie pour s'intégrer dans les communautés villageoises ou urbaines voisines.  
En outre les ONG et instances gouvernementales leur distribuent une aide alimentaire composée surtout de farine de blé et de maïs qui ne varie pas selon les saisons. Mieux connaître leur santé, leur biologie et leur état nutritionnel pourrait aider à améliorer la pertinence des aides alimentaires plaident les auteurs.

### Filmographie
- (en) James Woodburn, The Hadza, Hogarth Film, 1966, 42 min
- Marion Longo, Boboboaka, une moto en terre hazda, 2017, 50 min